# خلل تكون الغدد التناسلية
يُصنف خلل تكون الغدد التناسلية (بالإنجليزية: Gonadal dysgenesis) على أنه أي اضطراب خلقي في نمو وتطور الجهاز التناسلي الذكري أو الأنثوي. يحدث هذا التطور المعيب للغدد التناسلية في الجنين مع تبدل الأنسجة التناسلية الطبيعية بأنسجة ليفية غير وظيفية، تسمى الغدد التناسلية التلمية. الغدد التناسلية التلمية هي شكل من أشكال اللاتنسج، مما يؤدي إلى فشل هرموني يتجلى في الطفالة الجنسية والعقم، مع عدم بدء البلوغ والخصائص الجنسية الثانوية.
تطور الغدد التناسلية هو عملية خاضعة للتأثير الوراثي عن طريق الكروموسومات الجنسية (XX أو XY) التي توجّه عملية تكون وتطور الغدد التناسلية (المبيض أو الخصية).
يتطلب تمايز الغدد التناسلية سلسلة متتالية من الأحداث الجينية والجزيئية والمورفولوجية. عند تكون الغدد التناسلية المتقدمة، يؤثر إنتاج الستيرويد على المستقبلات الموضعية والبعيدة لمواصلة التغيرات المورفولوجية والكيميائية الحيوية. وهذا يؤدي إلى النمط الظاهري المناسب الموافق للنمط النووي (46، XX للإناث و 46، XY للذكور).
خلل تكوين الغدد التناسلية ينشأ من فشل التأشير الخلوي في هذه العملية المنظمة بإحكام أثناء تطور الجنين المبكر. مظاهر خلل تكوين الغدد التناسلية تعتمد على المسببات المرضية وشدة الخلل الأساسي.

## الأسباب
1. خلل تكون الغدد التناسلية النقي 46،XX المعروف أيضًا باسم خلل تكون الغدد التناسلية XX.
2. خلل تكون الغدد التناسلية النقي 46، XY المعروف أيضًا باسم خلل تكون الغدد التناسلية XY أو متلازمة سوير.
3. خلل تكون الغدد التناسلية المختلط المعروف أيضًا باسم خلل تكون الغدد التناسلية الجزئي، والفسيفساء 45 ، X / 46 ، XY.
4. متلازمة تيرنر المعروفة أيضًا باسم 45، X أو 45 أو X0.
5. مسببات اضطراب الغدد الصماء.

## الإمراض
- خلل تكون الغدد التناسلية 46، XX.

خلل تكون الغدد التناسلية XX هو سمة من قصور الغدد التناسلية الأنثوية مع النمط النووي من 46 ، XX. تحتوي المبايض التلمية على أنسجة غير وظيفية غير قادرة على إنتاج الهرمون التناسلي الاستروجين المطلوب. إن المستويات المنخفضة من الاستروجين تؤثر على المحور الوطائي النخامي التناسلي مع عدم وجود ارتجاع على الغدة النخامية الأمامية لمنع إفراز هرمون FSH وLH. يتم إفراز FSH و LH بمستويات مرتفعة غير طبيعية. هذه المستويات غير السليمة من هذه الهرمونات ستؤدي إلى فشل في كل من بدء عملية البلوغ، والخضوع لبدء الإحاضة، وتطور الخصائص الجنسية الثانوية. في حالة وجود أنسجة مبيض وظيفية كافية، يمكن أن تحدث دورات شهرية محدودة.
إن إمراض خلل تكون الغدد التناسلية 46 ، XX غير واضح، لأنه على الأغلب يحدث بسبب مجموعة متنوعة من الاضطرابات .يمكن أن يسبب الانقطاع أثناء تطور المبيض في نمو الجنين خلل تكون الغدد التناسلية 46 ، XX مع حالات الشذوذ في مستقبلات FSH والطفرات في البروتين التنظيمي الحاد الستيرويدي المنشأ (بروتين StAR) الذي ينظم إنتاج هرمون الستيرويد.
- خلل تكوّن الغدد التناسلية 46، XY

- خلل تكون الغدد التناسلية المختلط

- متلازمة تيرنر

- اضطراب الغدد الصماء

تتدخل مسببات اضطراب الغدد الصماء مع نظام الغدد الصماء والهرمونات.الهرمونات حاسمة لحدوث الأحداث الصحيحة في تكون وتخلق الجنين.يعتمد نمو الجنين على التوقيت المناسب لارسال الهرمونات من أجل التمايز الخلوي والنضج. يمكن أن يؤدي أي خلل في هذه العملية إلى اضطرابات في النمو الجنسي تؤدي في نهاية المطاف إلى خلل تكون الغدد التناسلية.